# Complemento di tempo
Il complemento di tempo è un complemento che indica il periodo di tempo in cui si svolge l'azione.
Si divide in complemento di tempo determinato e complemento di tempo continuato.

## Tempo determinato
Nella sintassi della frase semplice il complemento di tempo determinato precisa il momento o l'epoca in cui avviene qualcosa o si verifica una situazione.
Si tratta di un complemento indiretto che risponde alla domanda quando?.

### Esempi
- Prenderò le ferie a settembre.
- La mattina faccio sempre colazione.
- Vediamoci verso mezzogiorno all'angolo con Via Cilea.
- Parto il tre agosto.
- Sarò a casa per le otto.
- Valerio tornerà la prossima estate.

### Come si presenta il complemento
È introdotto dalle preposizioni di, a, da, in , con , su, per, tra, fra oppure da prima, dopo, entro o da locuzioni come al tempo di, ma si può trovare anche senza preposizione.
Quando l'indicazione è approssimativa, si usano le parole verso, circa, su o la locuzione intorno a.
Tale complemento può essere costituito anche da un avverbio (presto, tardi, prima, dopo, subito, oggi, domani, mai ecc.) o da una locuzione avverbiale (ogni tanto, una volta, un tempo, di tanto in tanto, di buon mattino ecc.) per cui si ottiene un complemento avverbiale di tempo:
- Un tempo giocavamo assieme.
- Ieri sera siamo andati in un pub che trasmetteva la partita.

In latino viene reso con:
- l'ablativo semplice,
- ante e il caso accusativo,
- post e il caso accusativo.
- anche in più ablativo:

Non tibi blanditias primis, mea mater, in annis / incerto dictas ore puella tuli
"Nei miei anni infantili, madre mia, non pronunciai per te parole tenere con parlare incerto di bambina" (Ovidio, Heroides 8).

## Tempo continuato
Nella sintassi della frase semplice il complemento di tempo continuato precisa la durata del momento o dell'epoca in cui avviene qualcosa o si verifica una situazione, senza fermarsi, in maniera interrotta.
Si tratta di un complemento indiretto che risponde alle domande:
- Per quanto tempo?
- In quale periodo di tempo?
- Durante quale periodo?

Esso è diverso dal complemento di tempo determinato in quanto non determina un momento, bensì una durata. Per questo motivo in latino viene, ad esempio, espresso con per e accusativo (o solo accusativo) al contrario del tempo determinato che è in ablativo.

### Esempi
- Sarò in ferie per tutto il mese di settembre.
- La mattina faccio colazione dalle otto alle nove.
- Per arrivare alla stazione viaggio in auto per circa un'ora.
- Ieri Marco ha studiato per tre ore.
- Resto in città per tutta l'estate.
- Lo spettacolo durò un'ora.
- Lucia ha guardato la televisione per tutto il pomeriggio.

### Come si presenta il complemento
È introdotto dalle preposizioni per, da, in o dalle locuzioni durante, fin da, fino a, già da, oltre, ma si può trovare anche senza preposizione.
Nel caso l'indicazione sia approssimativa si usano verso, circa, su.
Può avere indicati entrambi gli estremi temporali, nel qual caso si ha la struttura da ... a.
Può essere costituito anche da un avverbio (sempre, spesso, continuamente, lungamente, ecc.) o da una locuzione avverbiale (per sempre, a lungo, di frequente, da allora, ecc.), per cui si ottiene un complemento avverbiale di tempo:
- Sorride spesso.
- Non lo vediamo di frequente.
- Hai aspettato da allora.

In latino si esprime con:
- l'accusativo semplice

Ita complures dies inania manserant castra
"E così per diversi giorni l'accampamento era rimasto vuoto" (Caes., B. Civ. 3.66)
Mancano tutte le particelle come ad esempio ubi o cum che significa quando.